# ريتشارد ستارك (سياسي)
ريتشارد ستارك هو طبيب بيطري وسياسي كندي، ولد في 18 يونيو 1960 في إدمونتون في كندا. حزبياً، نشط في الرابطة التقدمية المحافظة في ألبرتا ‏. وقد انتخب عضو الجمعية التشريعية ألبرتا عن دائرة Vermilion-Lloydminster ‏ خلال فترته النيابية ‏.